# اناکر (ویسکانسین)
اناکر، ویسکانسین (به انگلیسی: Anacker, Wisconsin) یک محدوده ثبت‌نشده در ایالات متحده آمریکا است که در Fort Winnebago واقع شده‌است.

## خصوصیات
اناکر ۲۳۸٫۰۵ متر بالاتر از سطح دریا واقع شده‌است.